# Åke Thornblad

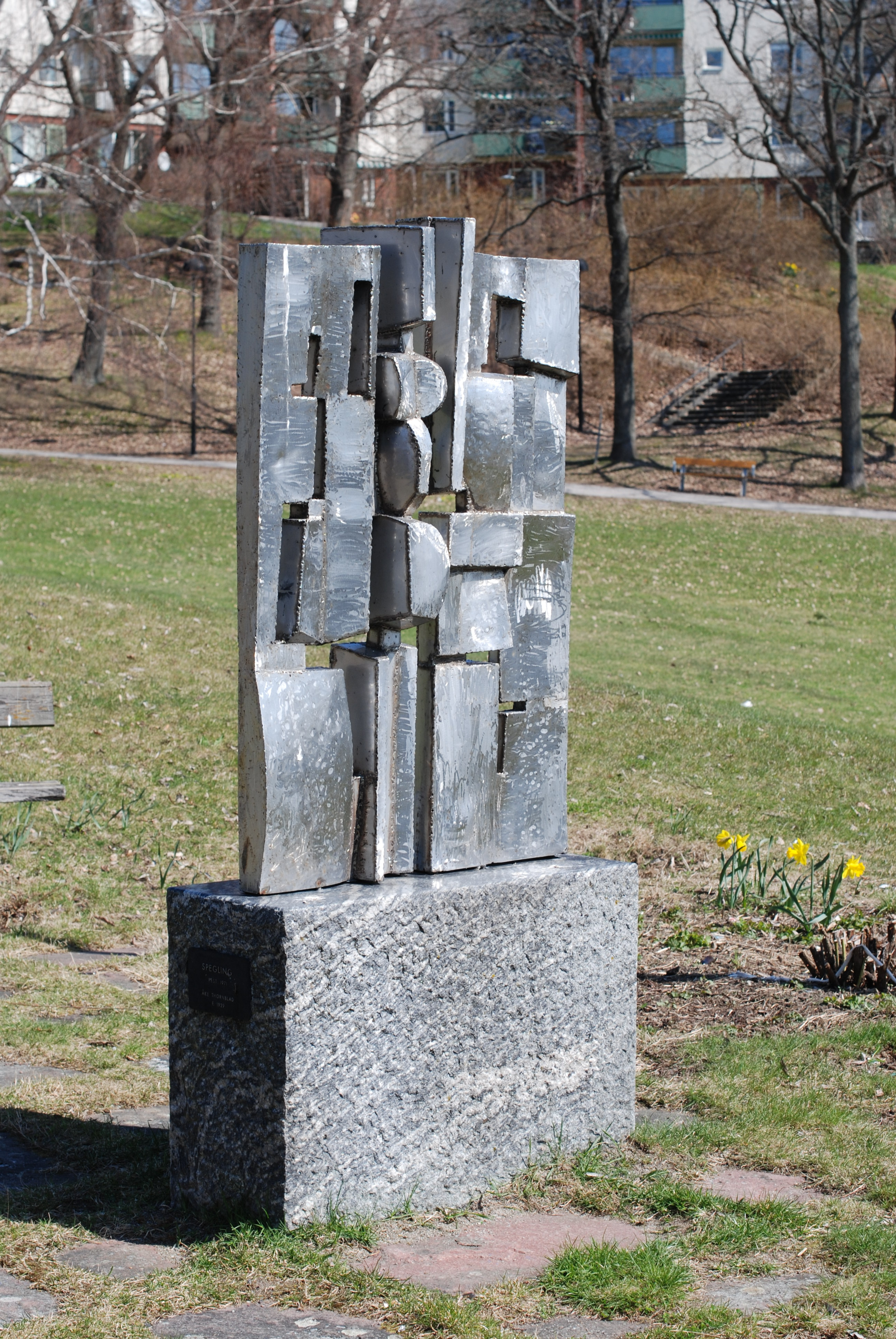
Spegling, Hässelby strand i Stockholm.

Åke Evert Thornblad, född 6 september 1929 i Höganäs, död 12 juli 2015 i Grevie, var en svensk skulptör, tecknare, keramiker och grafiker.

## Biografi
Åke Thornblad var son till fabriksarbetaren Karl Sigfrid Thornblad och hans hustru Agda Alice och från 1957 gift med textilkonstnären Birgitta Forshell. Han arbetade från mitten av 1940-talet som drejare och keramiker vid Höganäs Keramik studerade skulptur för Palle Pernevi och Åke Jönsson vid  Valands konstskola i Göteborg 1951–1956. Under sin studietid tilldelades han Otto och Charlotte Mannheimers stipendium 1954 och senare tillkom stipendium från Kimmanssons och Jenny Linds fonder samt Göteborgs stads kulturstipendium 1964. Separat ställde han bland annat ut i Höganäs 1961, på Galerie Maneten i Göteborg, och i Borås. Tillsammans med Göran Folcker ställde han ut i Linköping och han medverkade i samlingsutställningar arrangerade av Skånes konstförening och Helsingborgs konstförening. Han var representerad i Sveriges allmänna konstförenings utställningar på Liljevalchs konsthall, Liljevalchs Stockholmssalonger och utställningen Ny västsvensk skulptur som visades på Göteborgs konsthall. Vid sidan av sitt eget skapande var han lärare i skulptur vid Konsthögskolan Valand 1963–1971. Thornblad är representerad vid bland annat Moderna museet i Stockholm och Göteborgs kommun.

## Offentliga verk i urval
- Spegling (rest 1971), skulptur i rostfritt stål, Hässelby strand i Stockholm
- Spegling (1968, rest 1973), skulptur i brons, Kortedala torg i Göteborg
- Häst i driven kopparplåt (1988), skulptur, i Kopparmölleparken i Helsingborg
- Urbino samt Vildhästarna (1989), skulpturer i brons, utanför Flyinge skola, Eslövs kommun
- Vid Lagans strand(1990) , skulptur, Laholm
- Handen och ögat (1991), skulptur i kopparplåt, Arnbergs plats i Höganäs
- Solbåt mot havet, Stadshusplatsen i Nynäshamn
- Relief på Sahlgrenska sjukhuset i Göteborg
- Brunnskar i stadshusträdgården i Borås
- Skånevår, relief i trä, matsalen i Flyinge skola, Eslöv
- Springande hästar, skulptur, koppar, 1992, torget i Vejbystrand
- Skulptur i Järtas park i Alingsås